# Ивановка 1-я (Липецкая область)
Ива́новка 1-я — деревня в Краснинском районе Липецкой области России. Входит в состав Сотниковского сельсовета.

## География
Деревня находится в северо-западной части Липецкой области, в лесостепной зоне, к западу от реки Красивая Меча, на расстоянии примерно 24 км (по прямой) к северо-западу от села Красное, административного центра района. Абсолютная высота — 214 м над уровнем моря.

### Климат
Климат характеризуются как умеренно континентальный, с умеренно холодной продолжительной зимой и тёплым летом. Средняя температура воздуха самого холодного месяца (января) — −9,5 °C; самого тёплого месяца (июля) — 19 °C. Вегетационный период длится в среднем 180 дней. Среднегодовое количество атмосферных осадков варьирует в пределах от 500 до 531 мм, из которых около 70 % выпадает в тёплый период в виде дождя.

### Часовой пояс
Деревня Ивановка 1-я, как и вся Липецкая область, находится в часовой зоне МСК (московское время). Смещение применяемого времени относительно UTC составляет +3:00.

## Население
| 2010 |
| ---- |
| 9    |

### Половой состав
По данным Всероссийской переписи населения 2010 года, в гендерной структуре населения мужчины составляли 66,7 %, женщины — соответственно 33,3 %.

### Национальный состав
Согласно результатам переписи 2002 года, в национальной структуре населения русские составляли 83 % из 18 чел.